# Tynged yr Iaith
Tynged yr Iaith (ˈtəŋɛd ər ˈjaiθ, el significat del qual és "El destí de la llengua") va ser un discurs radiofònic en gal·lès emès en directe per Saunders Lewis el 13 de febrer de 1962. La seva difusió va suposar un canvi important en la política de Gal·les. Segons l'historiador John Davies va ser "el catalitzador" per a la formació de Cymdeithas yr Iaith Gymraeg (Societat de la Llengua Gal·lesa) i va afavorir el sorgiment d'accions dirigides a enaltir la situació de l'idioma gal·lès. El seu efecte directe en la formació de Cymdeithas yr Iaith Gymraeg s'esmenta en la història de la societat. Alguns acadèmics suggereixen que "de totes les frases memorables encunyades durant el segle XX cap ha tingut tanta rellevància per al parlant de gal·lès com Tynged yr Iaith . . . que encara obsessiona i inspira als defensors de la llengua mare en la cúspide del nou mil·lenni". Va tenir l'efecte no intencionat d'establir un moviment que vetllava per la defensa de l'idioma fora de l'àmbit de la política convencional. Gwyn Williams va descriure els efectes del Tynged yr Iaith de la següent manera:
- Formació de Cymdeithas yr Iaith Gymraeg.
- Acció directa contra oficines, senyals de trànsit, torres de comunicacions televisives: protestes i manifestacions.
- Motivació per crear escoles que ensenyessin en gal·lès.
- Discriminació positiva a favor del gal·lès.
- Ús del model israelià per a motivar els adults a aprendre l'idioma.
- Secretari d'estat per a Gal·les (1964).
- Llei de la llengua gal·lesa (1967).
- Creació de S4C.
- Ràpid creixement de publicacions, produccions cinematogràfiques, música pop, rock, urbana i juvenil en gal·lès.

## Text
Tynged yr Iaith es va emetre el 1962 com a part de la "càtedra radial" anual de la BBC al país de Gal·les. El discurs es va gravar i es va difondre en format LP (disponible en ) i en forma de pamflet, traduït posteriorment a l'anglès per G. Aled Williams. El programa es va emetre poc després del cens electoral de 1961 i abans de la publicació dels resultats sobre l'ús de la llengua gal·lesa. Lewis va vaticinar que les xifres serien "impactants i desil·lusionants" i que el gal·lès "arribaria a la seva fi com a llengua viva, de continuar aquesta tendència, a començament del segle XXI".
El discurs va continuar amb una anàlisi històrica de la situació de la llengua gal·lesa des que la Llei d'Unió de 1535 estipulés l'ús obligatori de l'anglès en els marcs legal i administratiu de Gal·les. Lewis va afirmar que la intenció oficial del govern no era altra que la d'erradicar el gal·lès, i que l'oposició dels gal·lesos a aquella mesura, si va existir, en va ser ignorada. Lewis va citar textualment els informes de les comissions d'investigació sobre l'estat de l'educació a Gal·les, també coneguts com «els llibres blaus», publicats el 1847, i que van criticar amb fermesa la influència del gal·lès i de l'inconformisme anglicà en la vida social de Gal·les. Durant la seva càtedra, Lewis va citar l'opinió de l'inspector R. W. Lingen, qui va declarar que els gal·lesos monolingües que emigraven del camp als jaciments de carbó no podien avançar socialment per culpa del seu idioma. Lewis es va referir a aquesta observació com a exacta i perspicaç. Així mateix, va afegir que les zones industrialitzades "no aportaven res de nou a la vida social gal·lesa ni a la literatura de l'eisteddfodau", i que l'inconformisme gal·lès unia el camp i la ciutat però "alhora els paralitzava".
Lewis també va dir que l'enuig i la ira provocats pels llibres blaus es va quedar en res, i que "el conjunt de Gal·les, i en especial l'inconformisme ga·lès, van adoptar totes les polítiques i les principals recomanacions del nefast informe". Els pocs propulsors de la recuperació de l'idioma van ser assenyalats com a excèntrics. Lewis va argumentar que durant el període del "despertar", entre 1860 i 1890, hauria estat possible fixar l'ús del gal·lès en l'ensenyament i en l'administració al llarg de Gal·les, però que en 1962 això ja no era una possibilitat.
Lewis, referint-se a la situació actual, va dir que el govern central ja no considerava l'idioma com una amenaça. De fet, podia fins i tot permetre's la promoció del bilingüisme a Gal·les. Lewis veia en aquesta acció una forma més d'enviar al gal·lès a "una mort pacífica i respectable i a un enterrament sense duel". "Si Gal·les exigís seriosament tenir el gal·lès com a llengua oficial al costat de l'anglès", va afegir, "l'oposició més dura, vindicativa i violenta vindria de Gal·les". Lewis també va discutir sobre l'oposició ineficaç al bloqueig de la vall cultural de Llyn Celyn, afirmant-ne que el govern "va prendre la decisió d'afeblir el Gal·les gal·lès" i que "s'hi havia desentès de les seves responsabilitats per complet". Podria "deixar això en mans de les autoritats locals gal·leses".
Posteriorment, Lewis parlaria del cèlebre cas de Trefor i Eileen Beasley de Llangennech, qui, entre 1952 i 1960, s'havien negat a pagar els seus impostos locals si les peticions no es feien en gal·lès. L'autoritat local (districte rural de Llanelli) acumulava un 84% de parlants de gal·lès el 1951, i Lewis va destacar que tots els oficials i consellers del districte parlaven gal·lès. Després d'un llarg procés judicial que es va estendre durant vuit anys, en el qual els Beasley van perdre els seus béns en almenys tres oportunitats, la declaració de la renta va començar a emetre's en els dos idiomes, gal·lès i anglès.
Lewis va prendre el cas Beasley com a model per a accions futures, però va afegir que "això no es pot fer de forma raonable si no és als districtes en els quals els parlants de gal·lès en són la majoria". Va proposar dificultar l'activitat comercial dels governs local i central si aquests no usaven el gal·lès. "És una política per a un moviment en aquelles zones en les quals el gal·lès és l'idioma més parlat a la vida quotidiana". No seria "res més que una revolució".

## Recepció
Gwyn Williams va observar que el discurs va despertar efectes contraris. Dins la classe mitjana, tant angloparlants com a parlants del gal·lès van defensar la causa. Tanmateix, la classe obrera angloparlant, menyspreada per Lewis, se sentiria exclosa i amenaçada. Williams responsabilitza a Lewis de que s'imposés el "No" al referèndum per l'autogovern a Gal·les de 1979. La majoria dels votants que es van oposar a l'autogovern van esgrimir raons lingüístiques.
El 1976, Clive Betts va assenyalar que el moviment a favor de la llengua gal·lesa estava dinamitant els seus esforços en ignorar la insistència de Lewis sobre que l'acció s'hauria de dur a terme només en les zones en les quals el gal·lès fos la llengua dominant, és a dir, dintre del Bro Gymraeg. Betts també va defensar l'aplicació d'un model lingüístic restringit semblant al del Quebec al Bro, com Lewis havia suggerit.